# فلیکس مک‌دانلد
فلیکس مک‌دانلد (اسپانیایی: Felix McDonald‎؛ زادهٔ ۲۶ ژوئن ۱۹۵۴) بازیکن فوتبال اهل گواتمالا بود.
از باشگاه‌هایی که در آن بازی کرده‌است می‌توان به باشگاه فوتبال مونیسیپال اشاره کرد.
وی همچنین در تیم ملی فوتبال گواتمالا بازی کرده‌است.